# Xomoco
Xomoco är en ort i Mexiko.   Den ligger i kommunen Tamazunchale och delstaten San Luis Potosí, i den sydöstra delen av landet, 200 km norr om huvudstaden Mexico City. Xomoco ligger 160 meter över havet och antalet invånare är 393.
Terrängen runt Xomoco är kuperad österut, men västerut är den bergig. Xomoco ligger nere i en dal. Runt Xomoco är det ganska tätbefolkat, med 67 invånare per kvadratkilometer. Närmaste större samhälle är Tamazunchale, 6,2 km öster om Xomoco. I omgivningarna runt Xomoco växer huvudsakligen savannskog.